# Phthiracarus malagensis
Phthiracarus malagensis är en kvalsterart som beskrevs av Wojciech Niedbała 1986. Phthiracarus malagensis ingår i släktet Phthiracarus och familjen Phthiracaridae. Inga underarter finns listade i Catalogue of Life.